# Montcuq
Montcuq korábbi község Franciaországban, Lot megyében. Lakosainak száma 1220 fő (2018. január 1.). Montcuq Belmontet, Fargues, Bagat-en-Quercy, Saint-Pantaléon, Lascabanes, Saint-Cyprien, Saint-Laurent-Lolmie, Montlauzun, Lebreil és Sainte-Croix községekkel határos.
2016. január 1-jén négy másik korábbi községgel egyesült és az így létrejött Montcuq-en-Quercy-Blanc új község része lett.

## Népesség
A település népességének változása:
| Lakosok száma | 1197 | 1121 | 1071 | 1189 | 1263 | 1241 | 1207 | 1764 | 1220 | 1804 |
|               | 1962 | 1968 | 1982 | 1990 | 1999 | 2013 | 2015 | 2016 | 2018 | 2020 |